# Un marito ideale (Wilde)
Un marito ideale (An Ideal Husband) è una commedia in quattro atti di Oscar Wilde scritta nel 1895 e rappresentata per la prima volta il 3 gennaio 1895 all'Haymarket Theatre di Londra.
L'opera di Wilde è stata adattata per lo schermo varie volte. Nel Regno Unito, ne esistono due versioni: la prima del 1947, diretta da Alexander Korda, e la seconda del 1999, diretta da Oliver Parker.

## Trama
Sir Robert Chiltern è un giovane e stimatissimo uomo politico. Sottosegretario agli affari esteri e "marito ideale" secondo la moglie Lady Chiltern, porta una spina nella sua coscienza: all'inizio della sua carriera si è arricchito vendendo un segreto di Stato a un nobile austriaco e, per paura di perdere l'amore della moglie, di rigidi principi morali, le ha sempre taciuto quell'atto disonesto. Mentre la vita dei coniugi si svolge tra agi e ricevimenti, si fa viva Mrs. Cheveley, ex compagna di scuola di Lady Chiltern, che torna da Vienna per proporre a sir Robert di sostenere innanzi alla Camera dei Lords l'approvazione di un progetto che le permetterebbe una grossa speculazione. In caso contrario la donna, che è a conoscenza della macchia iniziale della carriera di Sir Chiltern, minaccia uno scandalo, rendendo pubblica una lettera che può smascherarlo. Tutto ciò rischia di distruggere la sua reputazione politica e la sua vita coniugale.
Sir Chiltern non vuole piegarsi al ricatto e Mrs. Cheveley corre ad informare la donna che, disperata e sconvolta, pensa di ricorrere a Lord Goring, un vecchio e caro amico, per avere consiglio e aiuto. Il biglietto che gli scrive a tal fine viene recapitato, ma finisce nelle mani di Mrs. Cheveley, che è in visita da Lord Goring per esibirgli la famosa lettera.
In seguito Lord Goring mostra a Mrs. Cheveley una spilla che è stata ritrovata a casa di Lord Chiltern la sera del ricevimento; Mrs. Cheveley la riconosce come sua, ma a questo punto Lord Goring non può far altro che accusarla di furto, in quanto quella spilla era stata il dono di nozze di Lord Goring a sua cugina, cui evidentemente Mrs. Cheveley l'ha sottratta.
In questo modo Goring baratta il silenzio sul furto per aiutare l'amico Robert. Mrs. Cheveley, infuriata, invia allora a Lord Chiltern il biglietto di sua moglie a Lord Goring, sperando che le espressioni affettuose ( i need you, i trust you, i am coming to you) in esso contenute feriscano Lord Chiltern. Questi però, ritenendo che la moglie abbia voluto con tali espressioni consolare lui in quel momento doloroso, prende il biglietto come una prova d'amore di cui è grato alla moglie. L'idea di rinunciare alla vita politica viene abbandonata, anzi Lord Chiltern accetta un posto più prestigioso nel governo e sua sorella sposa Lord Goring, che si è rivelato un amico fedele e sincero.

### Versioni cinematografiche
- Il marito ideale (Ein idealer Gatte), film diretto da Herbert Selpin (1935)
- Un marito ideale (An Ideal Husband), film diretto da Alexander Korda (1947)
- Un marito ideale (An Ideal Husband), film diretto da Oliver Parker (1999)

### Sceneggiati televisivi
Un marito ideale, regia di Sandro Bolchi RAI, Programma Nazionale, (1959)